# Julia Krass
Julia Krass (Danbury (Connecticut), 7 juni 1997) is een Amerikaanse freestyleskiester. Ze vertegenwoordigde haar vaderland op de Olympische Winterspelen 2014 in Sotsji.

## Carrière
Krass maakte haar wereldbekerdebuut in januari 2013 in Copper Mountain. In december 2013 scoorde ze in Copper Mountain haar eerste wereldbekerpunt. Tijdens de Olympische Winterspelen van 2014 in Sotsji eindigde de Amerikaanse als elfde op het onderdeel slopestyle.
In februari 2017 behaalde Krass in Quebec haar eerste toptienklassering in een wereldbekerwedstrijd. In januari 2019 stond ze in Seiser Alm voor de eerste maal in haar carrière op het podium van een wereldbekerwedstrijd. Op de wereldkampioenschappen freestyleskiën 2019 in Park City veroverde de Amerikaanse de zilveren medaille op het onderdeel big air.

## Resultaten

### Olympische Spelen
| Jaar | Plaats | Resultaten     |
| ---- | ------ | -------------- |
| 2014 | Sotsji | 11e Slopestyle |

### Wereldkampioenschappen
| Jaar | Plaats    | Resultaten |
| ---- | --------- | ---------- |
| 2019 | Park City | Big air    |

### Wereldbeker
Eindklasseringen
| Seizoen   | Algm | SS  |
| --------- | ---- | --- |
| 2013/2014 | 192e | 44e |
| 2015/2016 | 138e | 30e |
| 2016/2017 | 112e | 27e |
| 2017/2018 | 78e  | 16e |
| 2018/2019 | 36e  | 7e  |